# Route du Sud 1990
La Route du Sud 1990, quattordicesima edizione della corsa, si svolse dal 6 al 10 giugno su un percorso di 853 km ripartiti in 5 tappe (la terza suddivisa in due semitappe), con partenza da Leucate e arrivo a Mérignac. Fu vinta dal francese Yves Bonnamour della Castorama davanti al suo connazionale Frédéric Vichot e all'olandese Luc Suykerbuyk.

## Tappe
| Tappa  | Data      | Percorso                          | km   | Vincitore di tappa | Leader cl. generale |
| ------ | --------- | --------------------------------- | ---- | ------------------ | ------------------- |
| 1ª     | 6 giugno  | Leucate > Castres                 | 189  | Michel Dernies     | Michel Dernies      |
| 2ª     | 7 giugno  | Castres > Eauze                   | 206  | Raimund Lehner     | Michel Dernies      |
| 3ª-1ª  | 8 giugno  | Eauze > Eauze (cron. individuale) | 14,9 | Roberto Torres     | Michel Dernies      |
| 3ª-2ª  | 8 giugno  | Eauze > Boé                       | 100  | Vincent Lavenu     | Michel Dernies      |
| 4ª     | 9 giugno  | Boé > Marmande                    | 161  | Raimund Lehner     | Michel Dernies      |
| 5ª     | 10 giugno | Marmande > Mérignac               | 182  | Rolf Aldag         | Yves Bonnamour      |
| Totale | Totale    | Totale                            | 853  |                    |                     |

## Dettagli delle tappe

### 1ª tappa
- 6 giugno: Leucate > Castres – 189 km

| Pos. | Corridore      | Squadra   | Tempo    |
| ---- | -------------- | --------- | -------- |
| 1    | Michel Dernies | Weinmann  | 6h12'03" |
| 2    | Yves Bonnamour | Castorama | a 4"     |
| 3    | Jan Wijnants   | SEFB      | a 5"     |

| Pos. | Corridore      | Squadra  | Tempo |
| ---- | -------------- | -------- | ----- |
| 1    | Michel Dernies | Weinmann |       |

### 2ª tappa
- 7 giugno: Castres > Eauze – 206 km

| Pos. | Corridore       | Squadra | Tempo    |
| ---- | --------------- | ------- | -------- |
| 1    | Raimund Lehner  |         | 5h56'08" |
| 2    | Rolf Aldag      |         | a 1"     |
| 3    | Jocelyn Jolidon |         | s.t.     |

| Pos. | Corridore      | Squadra  | Tempo |
| ---- | -------------- | -------- | ----- |
| 1    | Michel Dernies | Weinmann |       |

### 3ª tappa - 1ª semitappa
- 8 giugno: Eauze > Eauze (cron. individuale) – 14,9 km

| Pos. | Corridore        | Squadra       | Tempo  |
| ---- | ---------------- | ------------- | ------ |
| 1    | Roberto Torres   | Festina-Lotus | 19'28" |
| 2    | Othmar Häfliger  | Helvetia      | a 6"   |
| 3    | Laurent Jalabert | Toshiba       | s.t.   |

| Pos. | Corridore      | Squadra  | Tempo |
| ---- | -------------- | -------- | ----- |
| 1    | Michel Dernies | Weinmann |       |

### 3ª tappa - 2ª semitappa
- 8 giugno: Eauze > Boé – 100 km

| Pos. | Corridore       | Squadra  | Tempo    |
| ---- | --------------- | -------- | -------- |
| 1    | Vincent Lavenu  |          | 2h29'34" |
| 2    | Patrick Robeet  | Weinmann | s.t.     |
| 3    | Youri Manouylov |          | a 3"     |

| Pos. | Corridore      | Squadra  | Tempo |
| ---- | -------------- | -------- | ----- |
| 1    | Michel Dernies | Weinmann |       |

### 4ª tappa
- 9 giugno: Boé > Marmande – 161 km

| Pos. | Corridore      | Squadra | Tempo    |
| ---- | -------------- | ------- | -------- |
| 1    | Raimund Lehner |         | 3h59'39" |
| 2    | Marnix Lameire | SEFB    | s.t.     |
| 3    | Rolf Aldag     |         | s.t.     |

| Pos. | Corridore      | Squadra  | Tempo |
| ---- | -------------- | -------- | ----- |
| 1    | Michel Dernies | Weinmann |       |

### 5ª tappa
- 10 giugno: Marmande > Mérignac – 182 km

| Pos. | Corridore       | Squadra  | Tempo    |
| ---- | --------------- | -------- | -------- |
| 1    | Rolf Aldag      |          | 4h03'09" |
| 2    | Othmar Häfliger | Helvetia | s.t.     |
| 3    | Frédéric Vichot | Helvetia | s.t.     |

| Pos. | Corridore       | Squadra       | Tempo     |
| ---- | --------------- | ------------- | --------- |
| 1    | Yves Bonnamour  | Castorama     | 23h00'31" |
| 2    | Frédéric Vichot | Helvetia      | a 1'14"   |
| 3    | Luc Suykerbuyk  | Festina-Lotus | a 1'31"   |

## Classifiche finali

### Classifica generale
| Pos. | Corridore            | Squadra            | Tempo     |
| ---- | -------------------- | ------------------ | --------- |
| 1    | Yves Bonnamour       | Castorama          | 23h00'31" |
| 2    | Frédéric Vichot      | Helvetia-La Suisse | a 1'14"   |
| 3    | Luc Suykerbuyk       | Festina-Lotus      | a 1'31"   |
| 4    | Jean-Philippe Rouxel | Castorama          | a 2'21"   |
| 5    | Michel Dernies       | Weinmann-SMM Uster | a 4'19"   |
| 6    | Laurent Jalabert     | Toshiba            | s.t.      |
| 7    | Pascal Lance         | Toshiba            | a 4'47"   |
| 8    | Laurent Fignon       | Castorama          | a 4'53"   |
| 9    | John Carlsen         | Toshiba            | a 5'18"   |
| 10   | Daniel Beelen        | SEFB-Saxon-Gan     | s.t.      |